# Parafia św. Stanisława w Tarnoszynie
Parafia św. Stanisława Biskupa w Tarnoszynie – parafia rzymskokatolicka znajdująca się w dekanacie Tarnoszyn, w diecezji zamojsko-lubaczowskiej. 
Parafia erygowana została w 1892 roku, wydzielona z parafii w Uhnowie. 
Do parafii należą wierni z Szczepiatyna i Tarnoszyna.
Liczba mieszkańców: 960.

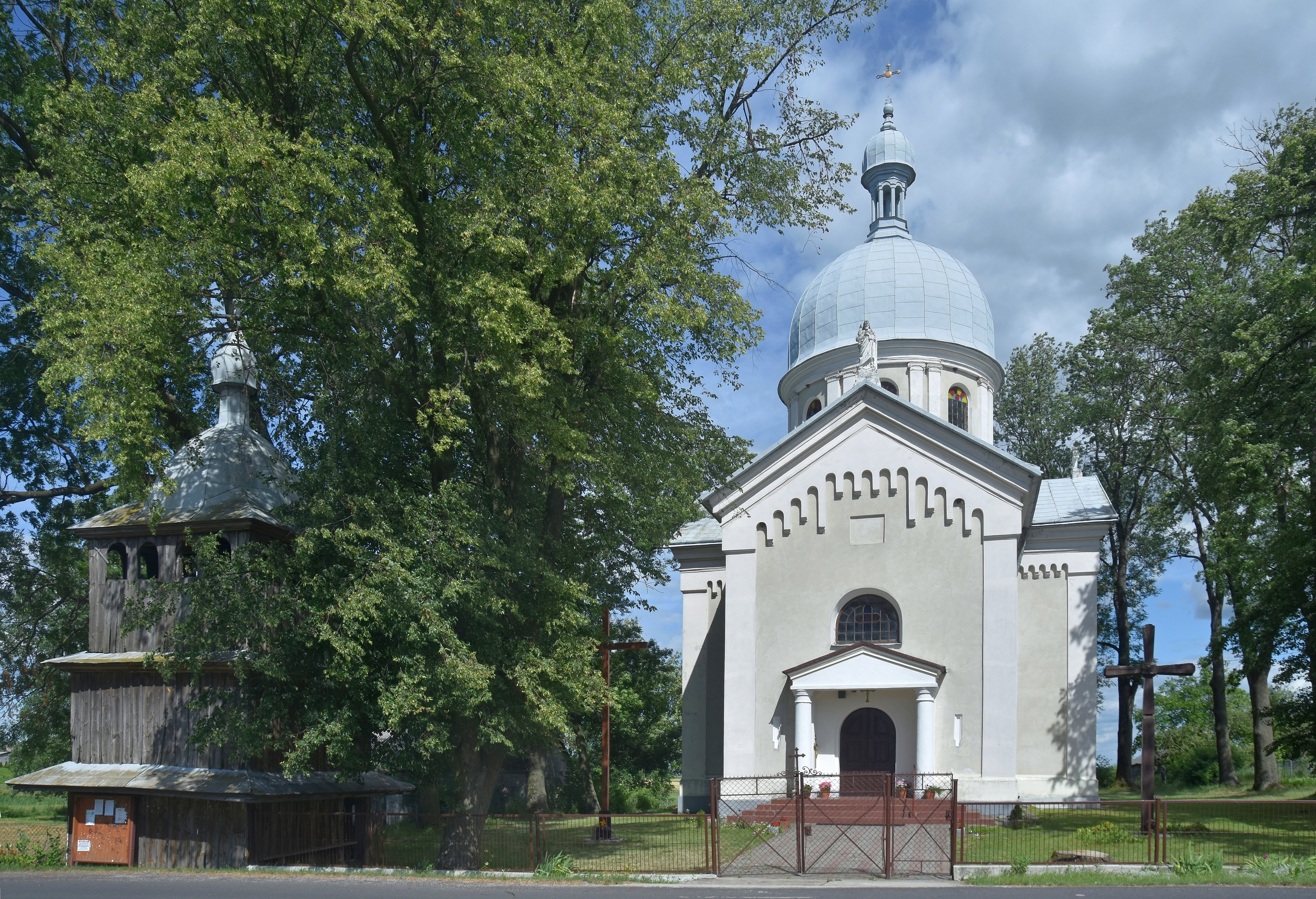
Kościół filialny w dawnej cerkwi w Szczepiatynie